# География Средиземья
География Средиземья охватывает физическую, политическую и моральную географию вымышленного мира Средиземья английского писателя Джона Р. Р. Толкина. В узком смысле под Средиземьем понимается континент на планете Арда, в широком — вся Арда как физический мир, Эа, вся Вселенная, а также весь корпус текстов об этом вымышленном мире. Арда была создана плоской, включая в себя западный континент Аман (ставший местом обитания божественных существ — Валар), а также собственно Средиземье. В конце Первой эпохи западная часть Средиземья, Белерианд, ушла под воду. Во Вторую эпоху в море Белегаэр между Аманом и Средиземьем был создан огромный остров и занимающее его территорию королевство Нуменор. Ближе к концу Второй эпохи Нуменор был уничтожен и ушёл под воду, как и Белерианд. После этого Арда перестала быть плоской, изменив свою форму на сферическую, а Аман стал более недосягаем для смертных.
В книге «Властелин колец» описывается Средиземье в конце Третьей эпохи. На западе оно населено людьми, хоббитами, эльфами, гномами, а на востоке и юге его населяют народы под властью тёмного властелина Саурона (орки, тролли, различные племена людей). Некоторые критики находят в таком разделении некую «моральную географию» Средиземья. Исследователи Толкина обнаруживают многие черты Средиземья в литературных источниках типа «Беовульфа» и «Старшей Эдды». Территории Средиземья сравниваются с реально существующими или существовавшими местами типа Венеции, Рима, Константинополя, Византии. Картограф Карен Уинн Фонстад в своём «Атласе Средиземья» создала детальные тематические карты Средиземья, иллюстрирующие ключевые события книг «Хоббит, или Туда и обратно», «Властелин колец» и «Сильмариллион».

## Космология

Падение Нуменора и изменение формы мира. В Первую эпоху эльфы жили в Белерианде. Во Вторую эпоху в Валинор можно было попасть морским путём из Средиземья. В конце Второй эпохи Нуменор был разрушен, а Валинор отделён от Арды. Очертания континентов показаны схематично

Средиземье — это часть мира Арды вселенной Эа. Изначально Арда была плоской и состояла из нескольких континентов, окружённых океаном. В их числе был Аман (Благословенное королевство) и собственно Средиземье. Аман был отделён от Средиземья Великим морем Белегаэр (аналог Атлантического океана). Западный континент Аман был местом обитания божественных существ Валар. Западная часть Средиземья носила название Белерианд, именно в нём происходили самые известные события Первой эпохи, начиная с первого восхода Луны и Солнца. В конце Первой эпохи в результате Войны гнева Белерианд был разрушен и ушёл под воду.
После падения Нуменора в конце Второй эпохи Арда стала сферой, и морской путь в Неувядаемые земли (Аман) из Средиземья был закрыт для всех смертных народов. Бессмертные эльфы всё ещё могли достичь Благословенного королевства прямым морским путём: их корабли не плыли по кругу, а попадали в Аман. Затем Толкин приравнял Арду, состоящую из планеты Средиземья и недосягаемого божественного Амана, к нашей Солнечной системе.

## Физическая география

### Белерианд, Линдон
На западе Средиземья в Первую эпоху находился Белерианд (Beleriand). Горы Эред Луин отделяли Белерианд от Эриадора, находившегося восточнее. Великий залив отделял Белерианд и Эриадор от южных земель Средиземья. В результате катаклизма, произошедшего в ходе Войны гнева в конце Первой эпохи, Белерианд был разрушен и ушёл под воду, от него осталась только небольшая часть — Линдон (Lindon), разделённая заливом Лун на северную (Форлиндон) и южную (Харлиндон) части.

### Эриадор
На северо-западе Средиземья (после разрушения Белерианда) располагался регион под названием Эриадор (Eriador), находившийся между горами Эред Луин на западе и Мглистыми (Туманными) горами на востоке. В начале Третьей эпохи большую часть Эриадора занимало северное королевство Арнор, основанное Элендилем. После распада Арнора большая часть Эриадора (включая южный регион Минхириат, расположенный между реками Барандуин и Гватло), стала заброшенной. В Эриадоре находился Шир, место обитания хоббитов. В северной части Эриадора примерно в 100 милях к северу от Шира находилось озеро Эвендим (Сумеречное озеро, или озеро Ненуиал). В древние времена большую частью Эриадора занимали леса, но к концу Третьей эпохи их осталось немного, в частности, Старый лес к востоку от Шира, где жил Том Бомбадил. Восточнее Шира располагался посёлок Бри, где жили и хоббиты, и люди. К востоку от Бри находился холм Заверть (англ. Weathertop), где к концу Третьей эпохи находились руины крепости Амон Сул, а ещё восточнее — Ривенделл (Имладрис), поселение эльфов во главе с Эльрондом. Южнее Ривенделла находился Холлин (Эрегион), во Вторую эпоху бывший эльфийским королевством нолдор, где были созданы Кольца власти, но затем разрушенный Сауроном и обезлюдевший.
На западе Эриадора в заливе Лун располагались Серые гавани (Митлонд), где эльф Кирдан строил корабли, на которых эльфы уплывали в Аман.

### Мглистые горы
Мглистые (Туманные) горы (Misty Mountains) были созданы Мелькором, чтобы сдержать Оромэ, одного из Валар, который часто охотился в Средиземье на слуг Мелькора. В срединной части Мглистых гор было основано королевство гномов Кхазад-дум. Основных переходов через горы было два: верхний, или переход Имладриса вблизи Ривенделла, сначала поднимавшийся вверх, а затем спускавшийся вниз, и переход через Карадрас вблизи Мории.

### Рованион
К востоку от Мглистых (Туманных) гор с севера на юг текла река Андуин (Великая река). К востоку от Андуина находились обширные дикие земли Рованиона (Rhovanion). Там находился большой лес Зеленолесье великое, позднее ставшее известным как «Мирквуд» (Лихолесье). Южнее, на правом западном берегу Андуина, был лес и одноимённое королевство эльфов Лотлориэн. Ещё южнее находился древний лес Фангорн, где жили энты. В долине на юге Мглистых гор находилась крепость Изенгард, где в Третью эпоху обитал маг Саруман.

### Земли к югу
Южнее Фангорна и Изенгарда располагались пастбища Рохана (Rohan), земля коневодов-рохирримов. Река Андуин пересекала холмы Эмин Муиль и каменные статуи Аргонат, после чего шли опасные пороги Сарн Гебир и водопады Раурос. Южнее начинались земли Гондора (Gondor), граничащего с Роханом. Гондор пересекали Эред Нимрайс (Белые горы). Столицей Гондора в конце Третеьй эпохи был город-крепость Минас Тирит, расположенный на горе Миндоллуин.
К востоку от Гондора на противоположном берегу реки Андуин находилась земля Мордор (Mordor), окружённая горами: Эред Литуи (Пепельные горы) на севере, Эфель Дуат (Горы тени) на западе и юге. Между двумя этими горными грядами, на северо-западе Мордора, находились Чёрные врата (Мораннон). В Мордоре находилось плато Горгорот, а также вулканическая гора Ородруин (Роковая гора), где Тёмный властелин Саурон выковал Единое кольцо. К востоку от Ородруина находился Барад-дур, главная твердыня Саурона.
Южнее Гондора лежали земли Харад (Harad) и Ханд (Khand), о которых известно мало.

### Земли к востоку
Восточнее Рованиона и севернее Мордора находилось море Рун (Sea of Rhûn). К северу от моря Рун находились Железные холмы, где жили гномы племени долгобородов. Между Железными холмами и Мирквудом находилась Одинокая гора (Эребор), где в разное время жили гномы и дракон Смауг. Обширные территории восточнее Рун, а также южнее и восточнее Харада, не описаны в книгах Толкина, действие которых происходит в северо-западной части Средиземья.

## Тематические карты

Фонстад создала «самый полный набор» карт, например карту Минас Тирита

События, описанные в книгах «Хоббит, или Туда и обратно» и «Властелин колец», происходят на северо-западе континента Средиземье. Оба путешествия начинаются в Шире, после чего главные герои идут на восток в Ривенделл через дикие земли Эриадора, затем пересекают Мглистые горы и движутся дальше, уже разными путями, но в итоге возвращаются обратно в Шир. Картограф Карен Уинн Фонстад создала «Атлас Средиземья» с подробными картами двух путешествий — Бильбо Бэггинса в «Хоббите» и Фродо Бэггинса во «Властелине колец» — а также карты, описывающие некоторые события из «Сильмариллиона». Редактор журнала Tolkien Studies Дэвид Братман заметил, что «Атлас» предоставляет читателям как исторические, так и геологические карты и даже карты битв, снабжён детальными комментариями и пояснениями от автора, как именно она нарисовала эти карты на основании имеющихся у неё данных. Майкл Брисбойс в Tolkien Studies описал атлас как «проверенный», а картографы Ина Хаберманн и Николаус Кун рассматривают карты Фонстад как «определяющие географию Средиземья».
Исследователь Толкина Стентор Дэниелсон заметил, что Толкин не предоставил такого же детального контекста о происхождении карт Средиземья, как он делал для собственно текстов (которые, согласно Толкину, были переводами на английский язык других текстов, например, «Алой книги»). Из-за этого поклонники Толкина рассматривают карты Средиземья как «географические факты», а не как пересказ или некую интерпретацию (возможно, искажённую), как в случае с текстами. Дэниелсон назвал «Атлас Средиземья» «авторитетным» и отметил, что, как и Толкин, Фонстад исходила из предпосылки, что карты являются «объективными фактами», а задача картографа состоит в том, чтобы «собрать и согласовать» всю доступную информацию. Дэниелсон похвалил Фонстад за то, что ей удалось привести путешествие компании Торина в соответствие с изображением Эриадора на уже опубликованной карте в повести «Хоббит, или Туда и обратно», что самого Толкина поставило в тупик. Также Дэниелсон отметил, что Фонстад создала «самый полный набор» тематических карт Средиземья, включающих в себя данные о политических границах, климате, плотности населения, путях передвижения персонажей и целых армий.
Также подробные карты путешествия Фродо создала Барбара Стрейчи в книге-атласе «Путешествия Фродо». В книге 51 цветная карта разных масштабов, иллюстрирующая события романа. Кристофер Толкин в «Истории Властелина колец» неоднократно ссылался на эту книгу, часто признавая выводы Стрейчи, но иногда не соглашался с ними.

## Политическая география
Политическая география Средиземья сильно менялась со временем. Королевства появлялись и исчезали. К концу Третьей эпохи большая часть северо-запада Средиземья представляла собой дикие, незаселённые земли с многочисленными следами разрушенных городов и крепостей уже исчезнувших цивилизаций, которые можно было обнаружить среди лесов, рек, болот, гор, холмов и равнин. Во «Властелине колец» фигурируют королевства свободных народов Рохан и Гондор, а также Мордор, Харад (южане) и Рун (истерлинги), выступающие на стороне Тёмного властелина. Гондор к концу Третьей эпохи утратил былое могущество и не контролировал Итилиэн (земли восточнее Андуина, граничащие с Мордором) и южный Гондор (граничащий с Харадом).
О Шире, где жили хоббиты, в большей части Средиземья ничего не знали, так как он находился в заброшенных землях Эриадора, а хоббиты редко покидали свои земли.

## Анализ

### Моральная география

«Моральная география» Средиземья по Джону Магуну

Джон Магун (англ. John Magoun) написал в «Энциклопедии Дж. Р. Р. Толкина» (англ. The J. R. R. Tolkien Encyclopedia), что Средиземье имеет вполне явную «моральную географию». Народы Средиземья варьируются от хоббитов Шира на северо-западе до злых «истерлингов» на востоке и «имперской изощрённости и упадка» на юге. По мнению Магуна, Гондор одновременно «добродетельный» как запад и «имеет проблемы» как юг; Мордор (в переводе с синдарина — «чёрная страна») на юго-востоке — «адское» место, а Харад на дальнем юге регрессирует в «горячее одичание».
Стив Уокер также писал о «моральной географии Толкина», назвав север Средиземья «варварским», юг — «регионом упадка», восток — «опасным», но при этом «местом приключений», запад — «безопасным» (крайний запад — «абсолютно безопасным»), северо-запад — «исключительно английским островком», где хоббиты Шира живут «в провинциальном удовлетворении».
Уолтер Шепс и Изабел Дж. Маккаффри отметили наличие в Средиземье «пространственно-моральных» ракурсов, которые, однако, не идентичны приведённой выше интерпретации Магуна. По их мнению, север и запад в целом олицетворяют «добро», а юг и восток — «зло». Шир и Серые гавани на северо-западе — это безусловное «добро», а Мордор и юго-восточные земли — безусловное «зло». Гондор же, по их мнению, «морально двойственен», в нём есть такие противоречивые персонажи, как Боромир и Денетор. Шир с его четырьмя «четвертями» (англ. Farthings) исполняют роль «микрокосма» в моральной географии Средиземья в целом: так, злые Чёрные всадники сначала появляются в Восточной четверти, а некогда бывший добрым, но склонившийся ко злу Саруман со своими людьми пришёл в Южную четверть.
Дж. К. Ньюман сравнил опасный поход в Мордор с «вечным искушением Запада» держать под контролем «богатый Восток». Эта традиция, по его мнению, идёт ещё от Геродота и от мифа о Золотом руне.

### Истоки и влияние

Античные, средневековые и современные влияния на географию Средиземья (территории показаны схематично)

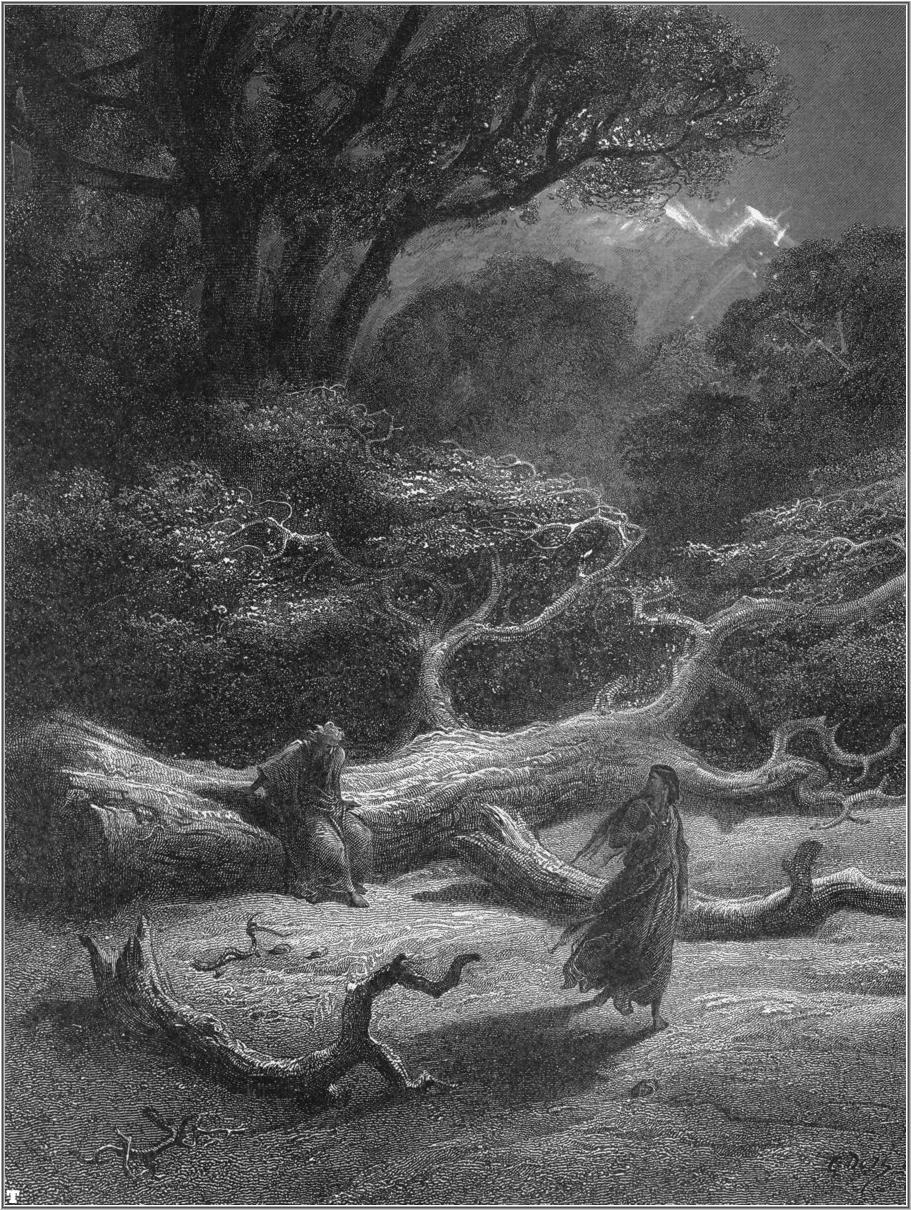
Толкин позаимствовал в артуриане сказочный лес Броселианд, использовав его в ранней версии Белерианда. Иллюстрация Гюстава Доре

Исследователи творчества Толкина, включая Джона Гарта, отмечали схожесть сюжетов и территорий из вымышленного Средиземья с другими литературными сюжетами или реально существующими местами. Некоторые места в Средиземье можно более или менее уверенно связать с конкретным местом в реальном мире, другие же стали некими собирательными образами, основанными на сразу нескольких источниках. Эти источники разнообразны: это и Античность, и Средневековье, и Новое время. В текстах Толкина также прослеживается влияние древнеанглийской поэзии, в частности, поэмы «Беовульф», по которой Толкин был экспертом.
Названия некоторых территорий Средиземья по звучанию напоминают другие литературные названия: например, «Белерианд» позаимствован из средневековых легенд о Броселианде. Толкин много раз менял названия для выдуманных мест и имён, например, тот же Белерианд в своих черновиках он называл «Голодхинанд» (Golodhinand), «Нолдоринан» (Noldórinan, «долина нолдор»), «Гелерианд» (Geleriand), «Бладоринанд» (Bladorinand), «Белауриэн» (Belaurien), «Арсирианд» (Arsiriand), «Лассирианд» (Lassiriand), «Оссирианд» (Ossiriand, позднее это название Толкин использовал для названия восточной части Белерианда). Эльфы у Толкина связаны с кельтской мифологией. Битва на Пеленнорских полях имеет общие черты с реальной битвой на Каталаунских полях V века. Название «Туманные» (Мглистые) горы взято из «Старшей Эдды»: главный герой «Поездки Скирнира» отмечает, что в своём путешествии он попадёт в туманные горы, где обитают орки и гиганты. Описание самих гор было во многом основано на путешествии Толкина в Швейцарские Альпы в 1911 году. Название Лихолесье (Мирквуд) происходит от «Мюрквид»: так назывались тёмные леса в германо-скандинавской мифологии. Некоторые исследователи также сравнили Гондор с Византией или Константинополем, хотя сам Толкин сравнивал Гондор с Венецией. Корсаров Умбара сравнивали с берберскими пиратами позднего Средневековья. Нуменор имеет явные параллели с мифической Атлантидой, описанной Платоном.
По поводу карт в своих книгах о Средиземье Толкин заметил в одном из писем:
Я благоразумно начал с карты и подогнал под неё повествование (как правило, тщательно выверяя расстояния). Метод «наоборот» чреват путаницей и ляпами; в любом случае утомительная это работёнка — составлять карту по сюжету; боюсь, вы уже и сами в этом убедились.
Джефферсон П. Суайкаффер в своей статье для журнала Mythlore предположил, что политическая и стратегическая ситуация Гондора и Мордора во время осады Минас Тирита была аналогична противостоянию Константинополя и Малой Азии, Дол Амрот был аналогом Венеции, рохирримы и их конные пастбища напоминали «мадьярскую Венгрию», бывшую «слабым союзником византийского Константинополя», а корсары Умбара были похожи на берберских пиратов, служивших султану Мехмеду.
Лингвист Дэвид Сало заметил, что Гондор к концу Третьей эпохи напоминал «Византию периода её упадка», Умбар был похож на Карфаген, Харад — на арабские страны, а истерлинги — «на сарматов, гуннов и аваров».

### Геоморфология
Геолог Алекс Акс в публикациях на сайте Tor.com раскритиковал карты Средиземья, назвав их «плохими». В частности, он отметил несоответствия между картами Толкина и процессами тектоники плит, создавшими континенты и горные хребты на Земле. Так, в реальности не существует естественных процессов, в ходе которых могли бы появиться горные хребты с прямоугольными соединениями, какие можно видеть на картах Средиземья в районе Мордора и на обеих концах Мглистых гор. Помимо этого Акс заметил, что реки на картах Средиземья также текут неестественно: у них странные водосборные бассейны и течение относительно возвышенностей и гор, что особенно заметно на примере Андуина.

### Первичные источники
1. ↑  Carpenter, 1981, p. 31
2. ↑  Tolkien, 1954a, Книга 1. Глава 6 «Старый лес».
3. ↑  Tolkien, 1955, Книга 6, глава 9 «Серые гавани», а также Приложение B.
4. ↑  Tolkien, 1977, Глава 3. «О приходе эльфов и пленении Мелькора».
5. ↑  Tolkien, 1980, pp. 271, 281
6. ↑  Tolkien, 2002, p. 105
7. ↑  Tolkien, 1985, «Лэ о Лейтиан». Комментарии к Песне I.
8. ↑  Carpenter, 1981, Письмо № 306. «Из письма Майклу Толкину» (1967 год).
9. ↑  Carpenter, 1981, Письмо № 168. «К Ричарду Джеффери» (сентябрь 1955 года).
10. ↑  Carpenter, 1981, Письмо № 154 «К Наоми Митчисон» (25 сентября 1954); Письмо № 156 «К Роберту Марри» (4 ноября 1954 года); письмо № 227 «К миссис Е. К. Оссен-Дрейвер» (5 января 1961 года).
11. ↑  Carpenter, 1981, Письмо № 144 «К Наоми Митчисон» (25 апреля 1954 года).

### Вторичные источники
1. 1 2 3 4  Garbowski, Christopher (2013) [2007]. Middle-earth. In Drout, Michael D. C. (ed.). J.R.R. Tolkien Encyclopedia: Scholarship and Critical Assessment. Routledge. pp. 422–427. ISBN 978-0-415-86511-1.
2. ↑  Shippey, 2005, pp. 324—328 "The Lost Straight Road"..
3. ↑  Larsen, Kristine (2008). Sarah Wells (ed.). A Little Earth of His Own: Tolkien's Lunar Creation Myths. In the Ring Goes Ever on: Proceedings of the Tolkien 2005 Conference. 2. The Tolkien Society: 394–403.
4. ↑  Fonstad, 1991, pp. 9—15.
5. ↑  Fonstad, 1991, pp. 72—75.
6. ↑  Fonstad, 1991, pp. 79—82.
7. 1 2  Fonstad, 1991, p. 53.
8. ↑  Fonstad, 1991, pp. 83—89.
9. ↑  Fonstad, 1991, pp. 90—93.
10. ↑  Fonstad, 1991, pp. 76—77.
11. 1 2  Magoun, John F. G. (2013) [2007]. South, The. In Drout, Michael D.C. (ed.). The J. R. R. Tolkien Encyclopedia. Routledge. pp. 622–623. ISBN 978-0-415-86511-1.
12. ↑  Magoun, John F. G. (2013) [2007]. East, The. In Drout, Michael D.C. (ed.). The J. R. R. Tolkien Encyclopedia. Routledge. p. 139. ISBN 978-0-415-86511-1.
13. 1 2 3 4  Danielson, Stentor (21 июля 2018). Re-reading the Map of Middle-earth: Fan Cartography's Engagement with Tolkien's Legendarium. Journal of Tolkien Research. 6 (1). ISSN 2471-934X. Архивировано 6 декабря 2023. Дата обращения: 25 января 2024.
14. ↑  Fonstad, 1991, pp. VII, IX—XI.
15. ↑  Bratman, David. Studies in English on the works of J.R.R. Tolkien (англ.). The Tolkien Estate (2007). Дата обращения: 25 января 2024. Архивировано из оригинала 29 октября 2021 года.
16. ↑  Brisbois, Michael J. (2005). Tolkien's Imaginary Nature: An Analysis of the Structure of Middle-earth. Tolkien Studies. 2 (1). Project Muse: 197–216. doi:10.1353/tks.2005.0009. ISSN 1547-3163. S2CID 170238657.
17. ↑  Habermann, Ina; Kuhn, Nikolaus (2011). Sustainable Fictions – Geographical, Literary and Cultural Intersections in J. R. R. Tolkien'sThe Lord of the Rings. The Cartographic Journal. 48 (4): 263–273. doi:10.1179/1743277411y.0000000024. ISSN 0008-7041. S2CID 140630128.
18. ↑  Strachey, Barbara. Journeys of Frodo: An Atlas of J. R. R. Tolkien's The Lord of the Rings. — London: Allen & Unwin, 1981. — ISBN 978-0-04-912016-7.
19. ↑  Fonstad, 1991, pp. 74—75.
20. ↑  Fonstad, 1991, pp. 132—133, 136—137.
21. ↑  Fonstad, 1991, pp. 138—139.
22. ↑  Fonstad, 1991, pp. 143—147, 151, 154.
23. ↑  Fonstad, 1991, pp. 141—142.
24. ↑  Fonstad, 1991, pp. 69—71.
25. ↑  Magoun, John F. G. (2006). South, The. In Drout, Michael D. C. (ed.). J.R.R. Tolkien Encyclopedia. Routledge. pp. 622–623. ISBN 1-135-88034-4.
26. ↑  Walker, 2009, pp. 51—53.
27. 1 2  Scheps, Walter. A Tolkien Compass. — Open Court, 1975. — P. 44—45. — ISBN 978-0-8754-8303-0.
28. ↑  MacCaffrey, Isabel G. Paradise Lost as Myth. — Harvard University Press, 1959.
29. ↑  Newman, J. K. (2005). J.R.R. Tolkien's 'The Lord of the Rings': A Classical Perspective. Illinois Classical Studies. 30: 229–247. JSTOR 23065305.
30. 1 2  Источник: Garth, John. The Worlds of J. R. R. Tolkien: The Places that Inspired Middle-earth. — Frances Lincoln Publishers & Princeton University Press, 2020. — P. 12—13, 39, 41, 151, 32, 30, 37, 55, 88, 159—168, 175, 182. — ISBN 978-0-7112-4127-5.
31. 1 2  Fimi, Dimitra (2007). Tolkien's 'Celtic type of legends': Merging Traditions. Tolkien Studies. 4: 53–72. doi:10.1353/tks.2007.0015. S2CID 170176739.
32. ↑  Shippey, 2005, pp. 66—74, 90—97.
33. ↑  Fimi, Dimitra. "Mad" Elves and "Elusive Beauty": Some Celtic Strands of Tolkien's Mythology (англ.). Dimitra Fimi (2006). Дата обращения: 25 января 2024. Архивировано 28 января 2022 года.
34. ↑  Solopova, Elizabeth. Languages, Myths and History: An Introduction to the Linguistic and Literary Background of J. R. R. Tolkien's Fiction. — New York City: North Landing Books, 2009. — P. 70—73. — ISBN 978-0-9816607-1-4.
35. 1 2  Shippey, 2005, pp. 80—81, 114
36. ↑  Evans, Jonathan. J. R. R. Tolkien Encyclopedia: Scholarship and Critical Assessment / editor Drout, Michael D. C.. — Routledge, 2006. — P. 429—430. — ISBN 0-415-96942-5.
37. ↑  Librán-Moreno, Miryam. Chapter 'Byzantium, New Rome!' Goths, Langobards and Byzantium in The Lord of the Rings // Tolkien and the Study of his Sources / editor =Fisher, Jason. — MacFarland & Co., 2011. — P. 84—116. — ISBN 978-0-7864-6482-1.
38. ↑  Bowers, John M. Tolkien's Lost Chaucer. — Oxford University Press. — ISBN 978-0-19-258029-0.
39. ↑  Swycaffer, Jefferson (1983). Historical Motivations for the Siege of Minas Tirith. Mythlore. 10. article 14. Архивировано 25 января 2024. Дата обращения: 25 января 2024.
40. ↑  Salo, David. Chapter "Heroism and Alienation through Language in The Lord of the Rings // The Medieval Hero on Screen: Representations from Beowulf to Buffy / editors Driver, Martha W. & Ray, Sid. — McFarland, 2004. — P. 23—37. — ISBN 978-0-7864-1926-5.
41. ↑  Acks, 2017a.
42. ↑  Acks, 2017b.

### Веб-сайты
- Acks, Alex. Tolkien's Map and The Messed Up Mountains of Middle-earth (англ.). Tor.com (1 августа 2017). Архивировано 1 августа 2017 года.
- Acks, Alex. Tolkien's Map and the Perplexing River Systems of Middle-earth (англ.). Tor.com (10 октября 2017). Архивировано 11 октября 2017 года.